# 고이허
고이허(高而虛, 1902년 9월 5일 ~ 1937년 2월 17일)는 한국의 독립운동가이다. 본명은 최용성(崔容成 또는 崔龍成)이다.

## 생애
황해도 수안 출신이다. 경성부의 배재고등보통학교에 진학하여 학생 운동을 시작했다.

### 독립투쟁
1922년 배재고보를 졸업한 뒤 곧바로 만주에 망명하였다. 지린에서 계몽 운동과 농촌 개발 운동을 벌이던 김진호와 변창근을 만나 화이더농우회에 가담해 활동했다. 이때 화이더농우회에는 화이더 현 우자쯔의 삼성학교 교사 최일천도 참여하고 있었다. 그는 정의부에서 일하던 김진호의 소개로 1925년 정의부에 가입한 것을 시작으로, 삼성학교 교사로 근무하면서 항일 운동에 뛰어들었다.
1929년 참의부, 신민부와 정의부의 3부 통합 운동에 적극 나서 삼부가 함께 조직한 국민부에 참가하여 청년 조직을 담당했고, 지도 조직인 조선혁명당, 무장 투쟁을 위한 조선혁명군도 결성했다. 조선혁명군은 1932년 사령관 김관웅, 부사령관 장세용 등이 한꺼번에 체포되었으나, 그는 양세봉 등 살아남은 인사들과 함께 조선혁명당과 조선혁명군을 재정비하고 1932년 조선혁명군 총사령이던 양세봉이 일본군의 총탄에 맞아 전사하자 중앙집행위원장 대리로 고군분투했다.

### 최후
1936년 12월 경 남만주의 콴뎬 현에서 일본군과 전투 중에 체포되었다가, 다음해 2월 펑톈(현 선양)에서 총살당했다.

## 사후
- 대한민국 정부는 그의 공훈을 기려 1968년 건국훈장 독립장을 추서하였다.

- 고이허는 김일성의 초기 활동 공간과 겹치는 지역에서 활동했으며, 사회주의적 성향을 띤 이론가이면서도 1929년 몽치단 사건 이후 국민부 우파로 분류되면서 김일성과 대립했던 인물이라 북한에서는 낮은 평가를 받고 있다.[1]

## 참고자료
- 대한민국 국가보훈처, 이 달의 독립 운동가 상세자료 - 고이허, 2002년
- 고이허 : 독립유공자 공훈록 - 국가보훈처